# Harpactea rucnerorum
Harpactea rucnerorum là một loài nhện trong họ Dysderidae.
Loài này thuộc chi Harpactea. Harpactea rucnerorum được miêu tả năm 1975 bởi Polenec & Thaler.